# Idara Otu
Idara Otu (* 5. Juli 1987 in Atlanta, Georgia) ist eine ehemalige nigerianisch-US-amerikanische Leichtathletin, die im Sprint und Hürdenlauf an den Start ging.

## Sportliche Laufbahn
Idara Otu wuchs in den Vereinigten Staaten auf und absolvierte ein Studium an der Stanford University. 2012 startete sie für Nigeria im 400-Meter-Hürdenlauf bei den Afrikameisterschaften in Porto-Novo und schied dort mit 62,59 s in der Vorrunde aus. Anschließend nahm sie mit der nigerianischen 4-mal-400-Meter-Staffel an den Olympischen Sommerspielen in London teil und verhalf dort dem Team zum Finaleinzug. 2016 beendete sie dann ihre aktive sportliche Karriere im Alter von 29 Jahren.

## Persönliche Bestleistungen
- 400 Meter: 52,38 s, 22. April 2012 in Port of Spain
- 400 m Hürden: 59,00 s, 17. Mai 2009 in Eugene